# Palais Dal Pozzo della Cisterna
Le palais Dal Pozzo della Cisterna (en italien : Palazzo Dal Pozzo della Cisterna) est un bâtiment historique de la ville de Bielle au Piémont en Italie.

## Histoire
D'origine médiévale, le palais a fait l'objet d'importants remaniements au fil des siècles. La façade principale date de la fin du XVIe siècle.

## Description
Le bâtiment se situe sur la piazza Cisterna, dans le quartier du Piazzo à Bielle.
Au centre de la façade principale, symétrique, s'ouvre le portail d'entrée, accessible par un escalier monumental. Les fenêtres du premier étage sont ornées de frontons brisés, au centre desquels se trouvent des bustes. À droite du portail se trouve un mémorial de la Première Guerre mondiale, installé en 1920 en hommage aux vingt-quatre soldats de Piazzo tombés au combat.
La façade latérale du palais conserve encore des éléments médiévaux, tels que des corniches, des bandes en terre cuite et des arcs en ogive.

## Galerie d'images

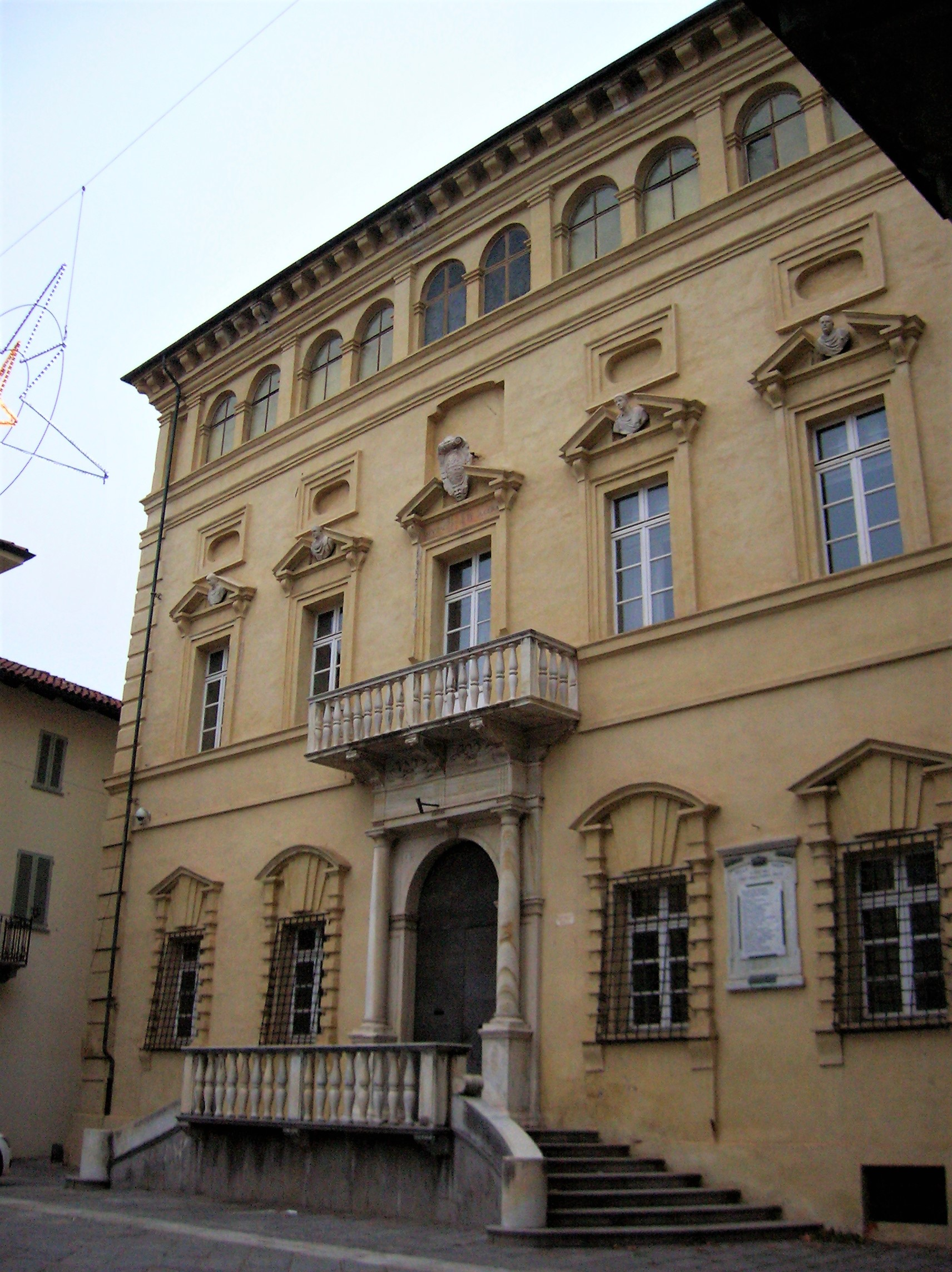
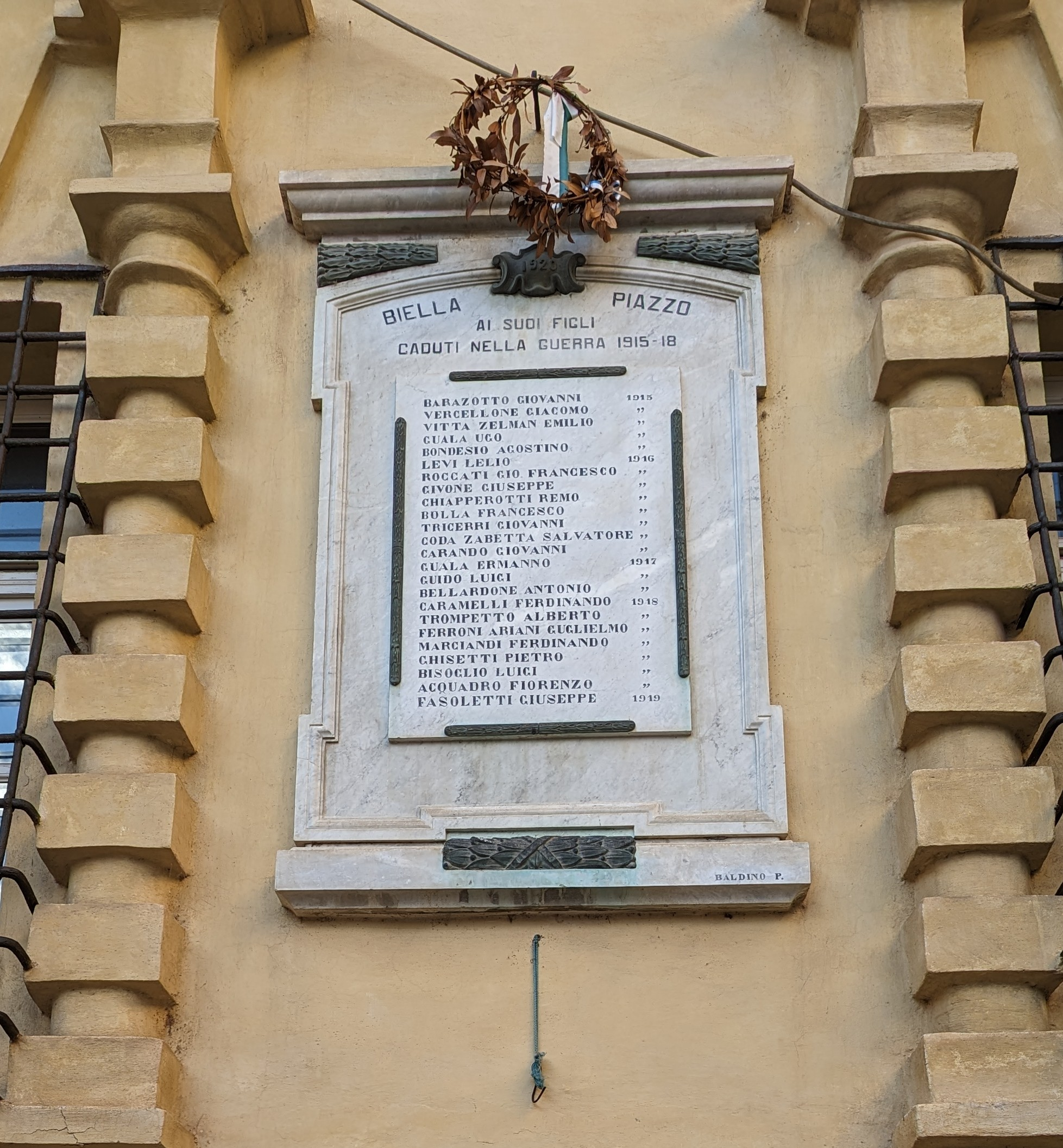
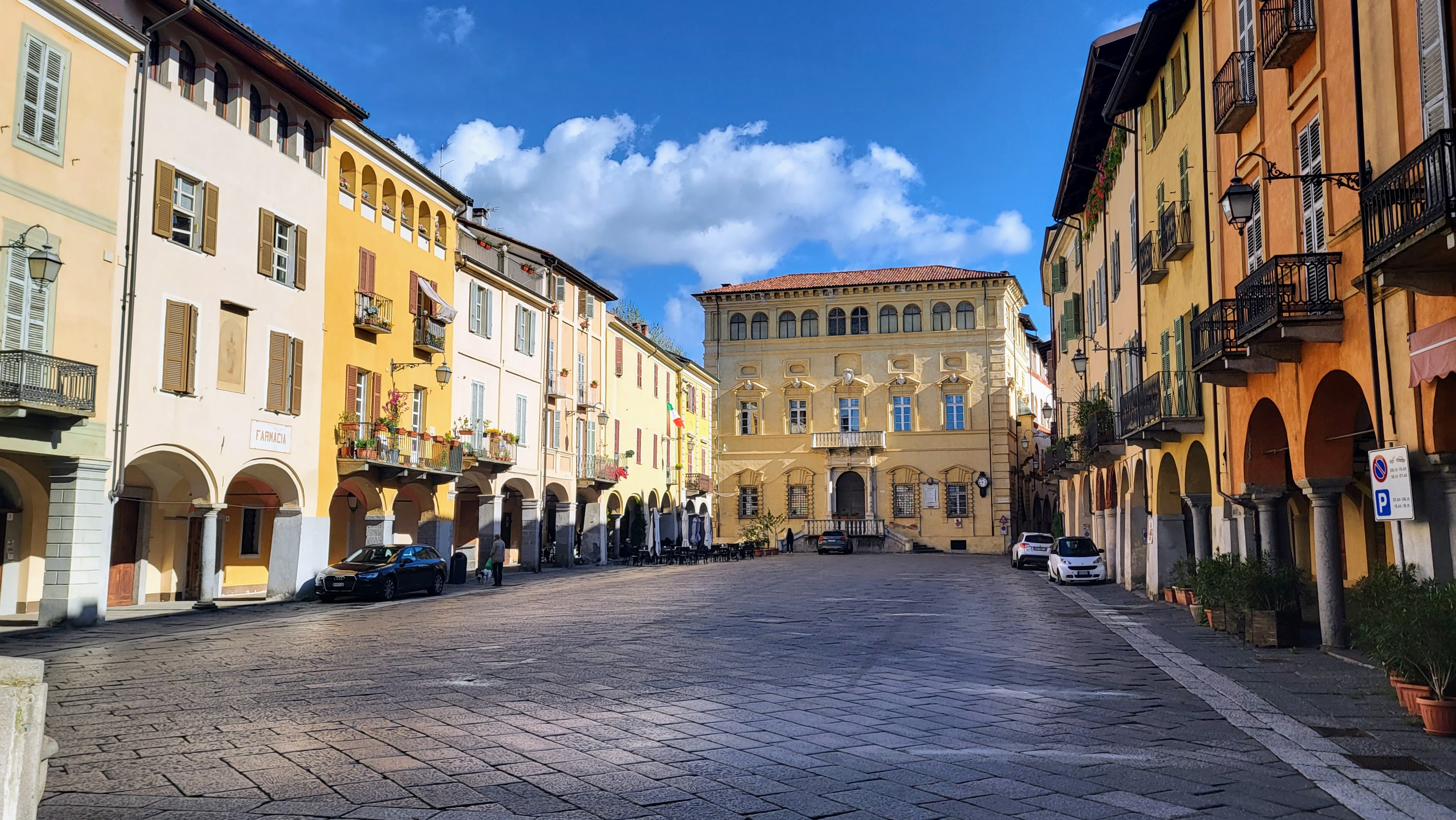